# Lasteevne
Lasteevne angiver, hvor meget last et befordringsmiddel kan medtage. 
Der vil typisk være særlige regler for de enkelte typer.

## Køretøjer
Der er for få eller ingen kildehenvisninger i dette afsnit, hvilket er et problem. Du kan hjælpe ved at angive troværdige kilder til de påstande, som fremføres.

Et køretøjs lasteevne er et udtryk for det, der må læsses på køretøjet uden totalvægten overskrides. Lasteevnen inkluderer væsker (inklusive brændstof), værktøj, chauffør o.m.a.
Når et køretøj skal typegodkendes, vejes det oftest uden brændstof, motorolie, bremsevæske eller andre ting, der kan "hældes fra". Denne vægt kan eventuelt være oplyst fra producenten, hvilket sparer en del besvær på godkendelsesstedet.
I producentens produktmateriale skal også fremgå, hvilken vægt køretøjet er bygget til totalt (teknisk totalvægt). Ud fra denne vægt og lokale love og regler fastsættes køretøjets lovlige totalvægt, og lasteevnen er så differencen mellem egenvægten og totalvægten.
Hvis lasteevnen overskrides, er der primært fare for, at køretøjet overbelastes og går i stykker, måske med ulykker til følge. Sekundært er der fare for, at man får en bøde for at køre med overlæs.
Hvis køretøjet bygges om konstruktionsmæssigt, skal det vejes på ny, og en ny lasteevne beregnes. Lasteevne angives ofte i intervaller på 25 kg for større køretøjer og 20 kg for mindre køretøjer, men denne tommelfingerregel bruges dog ikke altid. Ved køretøjer der vejes direkte med det formål at finde lasteevnen, kommer det an på inddelingen på den vægt, der anvendes.
På varebiler og anhængere skal totalvægten (T) og lasteevnen (L) angives tydeligt. (Fra 1. januar 2017 er det ikke længere et krav på påhængskøretøjer under 3500 kg.)

## Fartøjer
Lasteevne bruges også om fartøjers evne til at laste se f.eks. supertanker.
Tonnage anvendes som beregningsgrundlag.